# 松本駐屯地
松本駐屯地（まつもとちゅうとんち、JGSDF Camp Matsumoto）は、長野県松本市高宮西1-1に所在し、第13普通科連隊等が駐屯する陸上自衛隊の駐屯地である。

## 概要
最寄の演習場は関山演習場。駐屯地司令は第13普通科連隊長が兼務。

## 沿革
警察予備隊
- 1950年（昭和25年）
  - 11月20日：松本営舎が新設[1]。宮城県松島部隊より先遣隊6名が到着、警察予備隊員として松本の地に第一歩を印す。[2]
  - 12月20日：神町、松島、苦竹の各部隊より到着した隊員を基幹として警察予備隊松本部隊を仮編成（3668名）：本部（旧神町）、第1大隊（旧松島）、第2大隊（旧神町）、第3大隊（旧神町）、第4大隊（旧神町）、第5大隊（旧苦竹）[2]。
- 1951年（昭和26年）5月1日：警察予備隊第1管区隊普通科第2連隊、管区第1偵察中隊、管区第1補給中隊、その他（武器、会計）が編成。
- 1952年（昭和27年）5月26日：第1偵察中隊が新町駐屯地へ移駐。

保安隊松本駐屯地
- 1952年（昭和27年）10月15日：保安隊が発足[3]。

- 1953年（昭和28年）3月28日：普通科第2連隊本部、直轄中隊及び第2大隊が高田駐屯地へ移駐。

陸上自衛隊松本駐屯地
- 1954年（昭和29年）
  - 7月1日：陸上自衛隊へ移管[4]。
  - 9月25日：第2普通科連隊第1大隊を基幹として第13普通科連隊が新編[2]。
- 1959年（昭和34年）10月：伊勢湾台風により、中京地区へ災害派遣。
- 1960年（昭和35年）3月25日：第316地区施設隊編成完結。
- 1962年（昭和37年）8月15日：第12特科連隊第2大隊が宇都宮駐屯地から移駐。
- 1972年（昭和47年）8月81日：第316地区施設隊が第5施設群に編合。
- 1985年（昭和60年）8月：日航機墜落事故災害派遣。
- 1990年（平成02年）3月26日：第316地区施設隊を第353施設中隊へ改編。
- 1998年（平成10年）1月：長野オリンピック協力。
- 2001年（平成13年）3月27日：第12師団の旅団化に伴う改編等。

1. 第13普通科連隊が普通科連隊（軽）に改編。
2. 第12特科連隊第2特科大隊が廃止。
3. 第12後方支援隊第2整備中隊第2普通科直接支援小隊（第13普通科連隊を支援）が新編。
4. 第353施設中隊が高田駐屯地に移駐。
5. 第306施設隊を新編。

- 2002年（平成14年）3月27日：東部方面後方支援隊第102施設直接支援大隊直接支援隊（第306施設隊を支援）が新編。
- 2004年（平成16年）3月：第102施設直接支援大隊直接支援隊が第1直接支援隊と改称。
- 2006年（平成18年）5月～8月：第10次イラク復興支援群に27名が参加。
- 2014年（平成26年）9月：2014年の御嶽山噴火災害派遣。
- 2015年（平成27年）3月26日：東部方面会計隊の改編に伴い、第335会計隊が廃止され、第379会計隊松本派遣隊が配置される。
- 2021年（令和03年）3月18日：第379会計隊松本派遣隊が第335会計隊に改編[5][6]。

## 駐屯部隊

### 東部方面隊隷下部隊
- 第12旅団
  - 第13普通科連隊
  - 第12後方支援隊
    - 第2整備中隊
      - 第2普通科直接支援小隊
- 第1施設団
  - 第306施設隊
- 東部方面後方支援隊
  - 第102施設直接支援大隊
    - 第1直接支援隊
- 東部方面会計隊
  - 第335会計隊
- 東部方面システム通信群
  - 第317基地通信中隊
    - 松本派遣隊
- 松本駐屯地業務隊

### 防衛大臣直轄部隊
- 東部方面警務隊
  - 第125地区警務隊
    - 松本派遣隊

## 最寄の幹線交通
- 高速道路：長野自動車道松本IC、
- 一般道：国道19号、国道143号、国道158号、長野県道296号松本空港線
- 鉄道：JR東日本篠ノ井線南松本駅
- 飛行場：松本空港（第三種空港）

## 特徴
長野県全域を担任区域としており駐屯する第13普通科連隊は精強山岳部隊として名高い。また部外工事も担当しており、難所である乗鞍開発道路は3期にわたる大工事となった。各種スポーツ競技会への協力も多く国体、オリンピック、ワールドカップ等で欠かせない存在となっている。
近年、食堂のメニューとして地元で捕獲されたシカの肉を使ったメンチカツが提供されている。